# Барзанов Сергій Васильович
Сергій Васильович Барзанов (25 червня 1960, Воскресенськ, Московська область, СРСР) — радянський хокеїст, воротар. Основний голкіпер харківського «Динамо» в дебютному сезоні.

## Спортивна кар'єра
Вихованець воскресенського «Хіміка». Виступав за команди «Динамо» (Харків), «Торпедо» (Тольятті), «Хімік» (Воскресенськ) і «Кристал» (Саратов). У складі підмосковної команди провів 9 ігор у вищій лізі, а всього в чемпіонаті СРСР — 207 матчів.
Срібний призер юнацького чемпіонату Європи 1978 року. На цьому турнірі основним воротарем був Дмитро Саприкін, а Барзанов зіграв в одному матчі. У складі студентської збірної став віце-чемпіоном Зимової Уневерсіади 1983 року в Софії.

## Статистика
| Сезон                    | Команда                  | Ліга                     | І  | ПШ |
| ------------------------ | ------------------------ | ------------------------ | -- | -- |
| 1979-80                  | «Динамо» (Харків)        | друга                    | 37 |    |
| 1980-81                  | «Торпедо» (Тольятті)     | друга                    | 27 |    |
| 1981-82                  | «Хімік» (Воскресенськ)   | вища                     | 9  |    |
|                          |                          | перехідна                | 6  |    |
| 1982-83                  | «Торпедо» (Тольятті)     | перша                    | 38 |    |
| 1983-84                  | «Торпедо» (Тольятті)     | перша                    | 13 |    |
| 1984-85                  | «Торпедо» (Тольятті)     | перша                    | 36 |    |
| 1985-86                  | «Кристал» (Саратов)      | перша                    | 41 |    |
| Усього у вищій лізі СРСР | Усього у вищій лізі СРСР | Усього у вищій лізі СРСР | 9  |    |